# 律政俏師太
《律政俏師太》（英語：Harry's Law）是一部由大衛·E·凱利製作的美國律政喜劇類劇集。該系列劇於2011年1月17日在美國國家廣播電視網播出第一集，同年4月5日，本系列劇第一季完結。2011年5月12日，美國國家廣播公司宣布已經訂購本系列劇的第二季，新的劇集已於2011年9月10日播放並於2012年5月完結，美國國家廣播公司確認並沒有第三季。

## 劇情簡介
故事圍繞著哈莉·科恩而展開。哈莉·科恩是一個被解僱了的前著名專利法律師，在失去工作之後，她在辛辛那提市一個倒閉的鞋店裡和她的夥伴們開辦了一個新的律師事務所。

## 演出人員

### 主要角色
哈莉·科恩（凱西·貝茲 飾）（香港配音：雷碧娜）
哈莉曾經是一個拿著高薪的專利法律師，但是她對眼前的工作失去了動力，進而被事務所管理層解僱。她在一個位於貧民區的倒閉了的鞋店裡開設了屬於她自己的律師事務所，並開始了她作為刑事辯護律師的職業生涯。她機智但是言語犀利，且在裝扮上過於男性化，在辯護中，她對平民利益十分看重。
亞當·布蘭奇（奈特·考瑞德飾）（香港配音：伍博民）
亞當是一個崇拜哈莉的年輕律師，在得知哈莉開設了事務所之後，從另一個大型律師事務所裡跳槽到這裡。但是哈莉並不欣賞他，認為他有些怯弱和孩子氣。亞當在劇集中似乎擁有多個女友，他的前任女友包括一個女法官和前同事，而他的現任女友是勞春華。
珍娜·貝克斯托姆（布蘭特妮·斯諾飾）（香港配音：林元春）
珍娜是哈莉的助理，跟隨哈莉一同辭職來到了新的律師事務所。因為珍娜在年幼時被父親的好友性侵犯過，故而情緒會時常波動。因為愛好時尚，她一邊在事務所擔任律師助理，同時也維持著鞋店的運作。
麥爾肯·戴維斯（艾繆·艾敏飾）（香港配音：何承駿）
馬爾科姆因為面臨第三次被起訴持有毒品罪而試圖自殺，但是自殺未遂並撞上哈莉。在哈莉的辯護下，馬爾科姆爭取到了緩刑。緩刑期間，馬爾科姆在哈莉的事務所裡擔任助理律師的職務，並自學法學院的課程。同時，在第一季的後期，他開始與珍娜約會。

### 重要配角
湯瑪仕·杰斐遜（克里斯托弗·麥克唐納飾）（香港配音：陳永信）
湯瑪仕一個收費昂貴的辯護律師，他態度傲慢且習慣將對方律師玩弄於鼓掌之間。但他曾是哈莉的前男友之一，對哈莉有一種特別的感情。他不喜歡亞當，認為亞當太粗魯。
達米恩·溫斯諾（約翰尼·雷·吉爾飾）（香港配音：關令翹）
達米恩是哈莉律師事務所所在地區的幫派頭目，負責收取該地區的保護費。但是卻和哈莉達成協議，以事務所對他的無償辯護換取他所要徵收的保護費。但是該地區的居民似乎對達米恩的徵費行為並不反感，而事實上達米恩也盡到了保護責任。
瑞秋·米勒（喬丹娜·斯皮諾 飾）（香港配音：曾佩儀）
瑞秋是亞當的前同事和前女友，試圖遊說亞當回到原來的事務所。
喬希·佩頓（保羅·麥卡恩 飾）（香港配音：葉振聲）
喬希是辛辛那提的地方檢察官，數度與哈莉在法庭上交手，但幾乎全部都失敗了。在劇情的後期，因為喬希不滿現行的法律體製而精神崩潰，最後辭去地方檢察院工作。
勞春華（金艾琳 飾）（香港配音：余欣沛）
華裔女性，亞當的女友。其父親是一家洗衣店的老闆，因為勞資糾紛問題，勞春華認識了亞當。在故事的後期，勞春華因被人強姦未遂而導致精神崩潰，同時與亞當的愛情也陷入谷底。

## 收視情況

### 美國本土收視情況
| 播出季 | 集數 | 播出時間 (美國東部時間) | 首播時間      | 首播時間      | 首播時間       | 收視排行 | 收視觀眾 (單位：百萬) |
| 播出季 | 集數 | 播出時間 (美國東部時間) | 首集          | 末集          | 播出年份       | 收視排行 | 收視觀眾 (單位：百萬) |
| ------ | ---- | ----------------------- | ------------- | ------------- | -------------- | -------- | --------------------- |
| 第一季 | 12集 | 週一晚間十點            | 2011年1月17日 | 2011年4月4日  | 2011年度       | 第28名   | 11.65                 |
| 第二季 | 22集 | 週三晚間九點            | 2011年9月10日 | 2012年5月27日 | 2011至2012年度 | 第52名   | 8.92                  |

## 劇外花絮
這是大衛·E·凱利第一部沒有與20世紀福克斯電視公司合作的劇集，同時也是大衛·E·凱利首次與華納兄弟電視公司合作劇集。

## 外部連結
- 律政俏師太官方網站 （页面存档备份，存于）（英文）
- 律政俏師太 （页面存档备份，存于）在互联网电影数据库（英文）
- 律政俏師太[]在TV.com（英文）
- 律政俏師太 （页面存档备份，存于）在豆瓣網（简体中文）
- 律政俏師太在時光網（简体中文）